# 图利奥·潘多尔菲尼
图利奥·潘多尔菲尼（義大利語：Tullio Pandolfini，1914年8月6日—1999年4月23日），意大利男子水球运动员。他曾代表意大利参加1948年夏季奥林匹克运动会水球比赛，获得金牌。

## 家庭
弟弟詹弗兰科·潘多尔菲尼。